# Makunouchi
Makunouchi (幕の内?) este un tip popular de bento japonez care conține pește, carne, murături, ouă și legume, împreună cu orez și un umeboshi. Există și tipuri cu orez cu castane, sushi din pește dulce și caserole cu carne-și-orez.

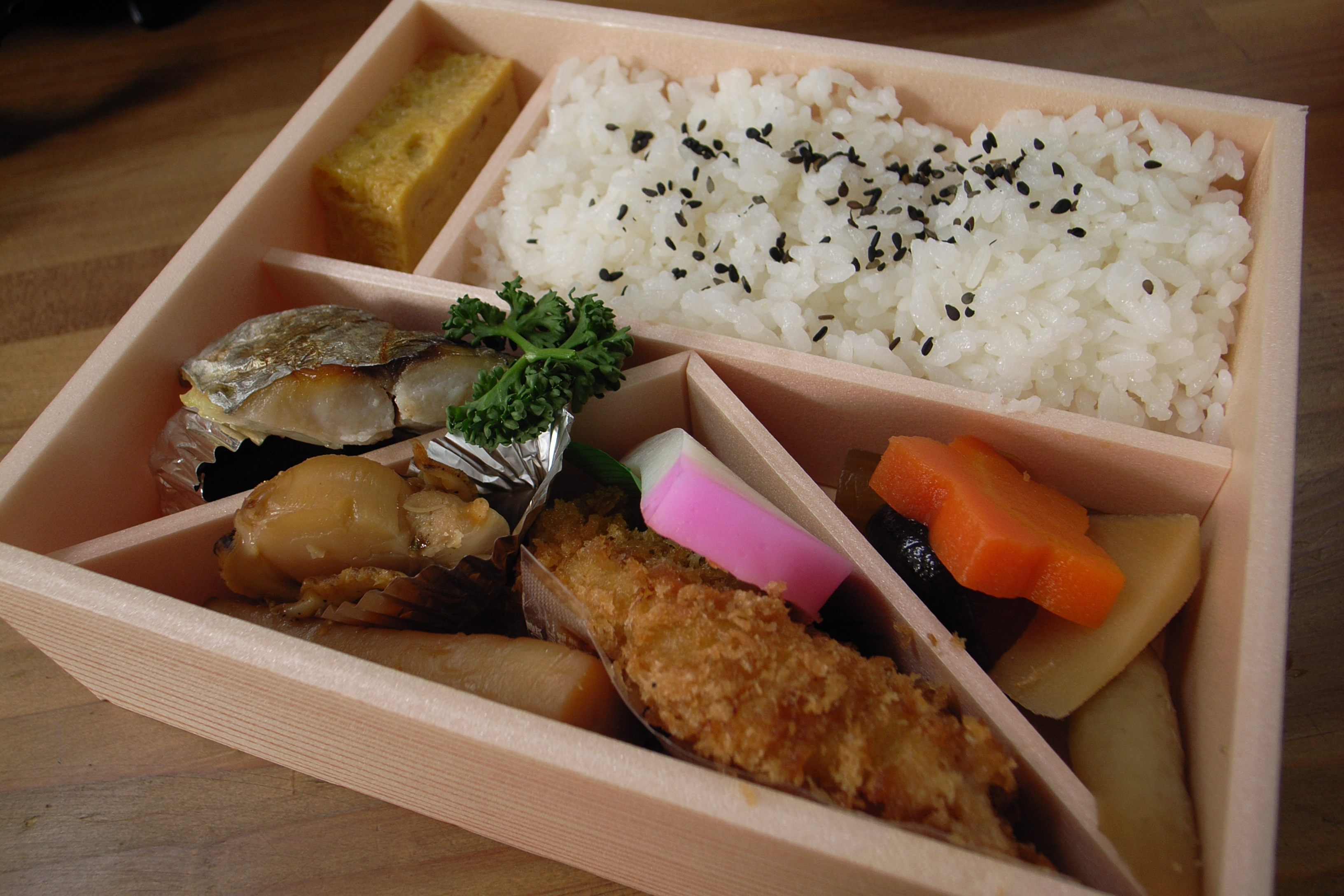
Un bento makunouchi

Cuvântul makuno-uchi bentō ("bento între numere"), datează din Perioada Edo (din 1603 în 1867), când acestea se serveau în timpul pauzelor de teatru noh sau kabuki. 
Din Perioada Meiji înainte, Makunouchi a devenit un tip comun de bento vândut în stațiile de tren. Magazinele alimentare vând de asemenea bento sub denumirea de Makunouchi. Selecția de mâncare dintr-un bento Makunouchi variază de la magazin la magazin și de obicei costă mai mult decât alte produse.

## Vezi
- Kyaraben
- Ekiben